# Corey Haim
Corey Ian Haim (Toronto, 23 de diciembre de 1971-Burbank, California, 10 de marzo de 2010) fue un actor canadiense. Conocido por su carrera en Hollywood como ídolo adolescente durante la década de 1980, protagonizó y coprotagonizó películas tales como Lucas, Silver Bullet, Murphy's Romance, The Lost Boys, License to Drive y Dream a Little Dream. Dentro de sus trabajos más destacables, está la colaboración en numerosas ocasiones con Corey Feldman, en el dúo The Two Coreys. Haim y Feldman aparecieron en un programa de telerrealidad llamado The Two Coreys, que fue emitido por A&E Network entre julio de 2007 y agosto de 2008.
El 10 de marzo de 2010, se informó que Corey Haim fue llevado al Providence Saint Joseph Medical Center en Burbank y declarado muerto a las 2:15 a. m. (PST). Aunque en un primer momento la Policía estableció que Haim había fallecido aparentemente por sobredosis, posteriormente la autopsia determinó que fue una neumonía lo que acabó con su vida, ya que, aunque en su organismo había marihuana y varios fármacos (antidepresivos, ibuprofeno, relajantes, remedios contra la tos), los niveles eran tan bajos que no podían haberle causado la muerte.